# شاینی
شاینی (به انگلیسی: SHINee) گروه پسرانهٔ کره‌ای است که در سال ۲۰۰۸، زیر نظر اس‌ام انترتینمنت شکل گرفت. این گروه شامل ۵ عضو است: اونیو، کی، مینهو ته‌مین و جونگ‌هیون، که در دسامبر ۲۰۱۷ درگذشت.
شاینی در ۲۵ مه سال ۲۰۰۸ و در برنامه SBS Inkigayo با تک‌آهنگ Replay آغاز بکار کردند. از آن زمان تا به امروز شاینی پنج فول آلبوم کره‌ای، پنج مینی آلبوم کره‌ای، چهار ریپکیج کره‌ای، سیزده تک‌آهنگ ژاپنی، چهار فول آلبوم ژاپنی، شش آلبوم زنده در سئول و ژاپن و تک‌آهنگ‌هایی را منتشر کرده‌اند. شاینی همین‌طور بعد از انجام سه تور جهانی موفق به کسب جوایز متعدد شدند. شاینی از زمان آغاز بکار به عنوان یک گروه صاحب سبک همراه با رقص‌های سخت و پیچیده شناخته شده‌است.
شاینی در ۲۲ ژوئن سال ۲۰۱۱ با انتشار ورژن ژاپنی اولین تک‌آهنگ خود، Replay، در ژاپن نیز آغاز بکار کردند. همچنین شاینی یکی از سه هنرمند کره‌ایست که توانست در سه زمان مختلف با شروع به کارشان در خارج از خود کره موفق عمل کنند و این از ۴۴ سال پیش تا زمان آغاز بکار شاینی تغییر نکرده بود. شاینی پس از انتشار اولین آلبوم استودیویی خود یعنی First در ۷ دسامبر ۲۰۱۱، دومین آلبوم ژاپنی خود Boys Meet You را در ۲۶ ژوئن سال ۲۰۱۳ منتشر کردند.

## تاریخچه

### ۲۰۰۸: آغاز به کار ودنیای شاینی
در ۲۲ مه ۲۰۰۸، اولین مینی آلبوم گروه یعنی Replay از طریق کمپانی SM Entertainment منتشر شد. اولین مینی آلبوم شاینی در چارت ۱۰موزیک برتر رتبه هشتم رو به خودش اختصاص داد و حدود ۱۷٬۹۵۷ کپی از مینی آلبوم در نیمه اول سال ۲۰۰۸ فروخته شد.
در۷ ژوئن ۲۰۰۸ شاینی در دریم کنسرت که در استودیو المپیک سئول برگزار می‌شد به همراه گروه‌های دیگر شرکت کرد. آن‌ها ،۲۲ ژوئن ۲۰۰۸، اولین جایزه‌شان را در Cyworld Digital Music Awards بردند، یعنی برنده جایزهٔ بهترین تازه‌کار ماه شدند.
در۲۳ اوت ۲۰۰۸، اعضای شاینی دومین جایزه‌شان را تحت عنوان «جذابترین ستاره جدید» در Mnet 20's Choice Awards 2008 کسب کردند.
شاینی اولین فول آلبوم خود را تحت عنوان The Shinee World در ۲۸ اوت ۲۰۰۸ منتشر کرد. این آلبوم در چارت‌های کره رتبهٔ سوم را به خودش اختصاص داد و حدود ۳۰۰۰۰ کپی از آن فروخته شد. اولین سینگلی هم که از این آلبوم منتشر شد، (Love Like Oxygen) بود. کاور این آلبوم توسط Martin Hoberg Hedegaard، آهنگساز آن Danish و تیم کارگردانی این آلبوم، تیم Thomas Troelsen بودند. در۱۸ اکتبر ۲۰۰۸ شاینی اولین بردش را در موزیک شوها شروع کرد، اعضای شاینی با آهنگ Love Like Oxygen توانستند رتبه اول را در M! Countdown بدست بیاورند. چند روز بعد هم شاینی در جشنواره SBS's Popular Songs توانست با همان سینگل (Love Like Oxygen) برندهٔ Multizen (بیشترین دانلود) شود.
شاینی در پنجمین جشنواره آهنگ آسیایی شرکت کردو توانست با یک گروه دخترانه ژاپنی برنده جایزهٔ Best New Artist(بهترین تازه‌کار) شود. شاینی در ۳۰ اکتبر ۲۰۰۸ کاندید بهترین آیکن سال شد و توانست برنده همین جایزه یعنی (Best Style Icon Award) شود. در همان روز ریپکیج آلبوم Shinee World به نام Amigo منتشر شد. این ریپکیج شامل سه آهنگ جدید بود: Forever or Never، ریمیکسSa.Gye و سینگل اصلی (Amigo). آمیگو کوتاه شدهٔ عبارت کره‌ای Areumdaun Minyeorueljoahamyeon Gosaenghanda بود به معنای: (درد قلب، وقتی عاشق یه زیبایی میشی)
در ۱۵ نوامبر ۲۰۰۸ شاینی برنده جایزهٔ Best New Male Group (بهترین گروه تازه‌کار مرد) در ۱۰امین جشنوارهٔ (Mnet Asian Music Awards) شد، درحالیکه گروه‌های مشهوری مثل U-KISS , 2PM , Mighty Mouth و 2AM هم کاندید بودند. در ۲۳مین جشنوارهٔ Golden Disk Awards اعضای شاینی آمیزه‌ای از آهنگ‌های خود را اجرا کردند و برندهٔ Yepp Newcomer Album (بهترین آلبوم تازه‌کار سال) شد.

### ۲۰۰۹ تا ۲۰۱۰: محبوبیت ولوسیفر

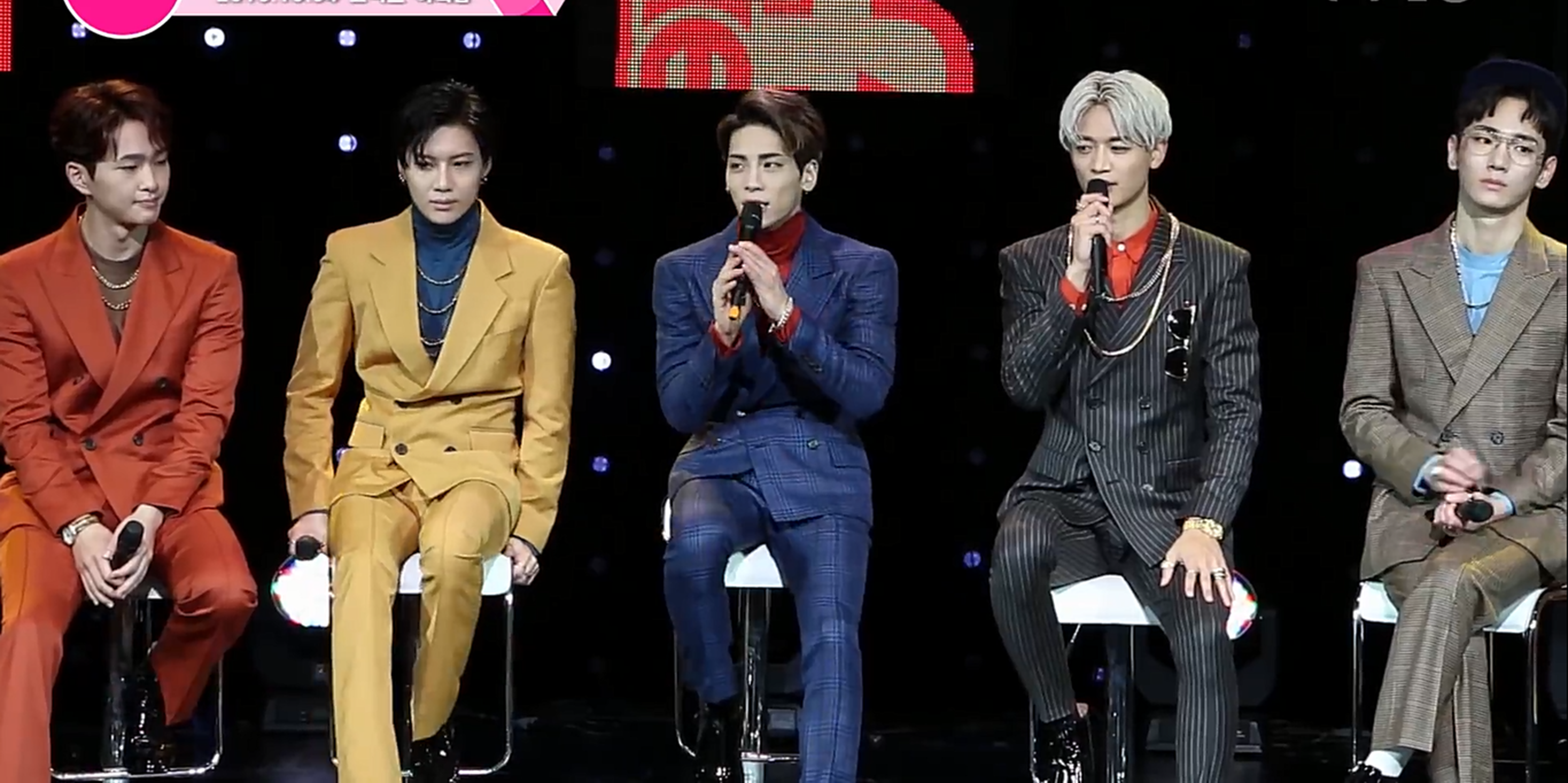

در فوریه ۲۰۰۹، اعضای شاینی به همراه گروه‌های Davichi و Mighty Mouth برندهٔ Best Newcomer(بهترین تازه‌کار) در ۱۸مین جشنوارهٔ Seoul Music Awards شدند. بعد از آن کمپانی SM اعلام کرد که در ۲۱ مه ۲۰۰۹، شاینی با دومین مینی آلبوم خود یعنی Romeo باز خواهد گشت. در ۱۸ می اولین سینگل این مینی آلبوم یعنی Juliette منتشر شد. ساخت این ترانه به عهده Corbin Bleu بود. اما کامبک شاینی به دلیل آسیب دیدن دندان‌های اونیو کمی به تأخیر افتاد و شاینی بالاخره مین‌آلبومش را در ۲۵ می منتشر کرد. اولین اجرای آن‌ها در ۵ ژوئن ۲۰۰۹ بود که در KBS’s Music Bank اجرا کردن و در موزیک بنک هم اولین بردشان برای این مینی‌آلبوم را داشتند.
در ۱۶ ژوئیه 2009 SM entertainment اولین سری فوتوبوک‌های شاینی را با نام Day منتشر کرد و دومین سری هم در ۲۵ سپتامبر با نام Night منتشر شد.
شاینی سومین مینی آلبوم خودش را به نام 2009, Year Of Us در ۹ اکتبر ۲۰۰۹ یعنی پنج ماه بعد از انتشار Romeo منتشر کرد. کمپانی SM Entertainment شروع به نمایش گذاشتن استعداد خوانندگی اعضا کرد. سینگل اصلی این مینی آلبوم یعنی Ring Ding Dong در ۱۴ اکتبر منتشر شد؛ و گروه در ۱۶ اکتبر اولین کامبک استیجش را در شو KBS’s Music Bank داشت. در اوایل سپتامبر ۲۰۰۹ شاینی برنده جایزه Popularity (محبوب‌ترین گروه سال) به همراه گروه مشهور سوپرجونیور در ۲۴مین جشنواره Golden Disk Awards شد. در فوریه ۲۰۱۰ گروه جایزه BonSang را در ۱۹مین جشنواره Seoul Music Awards برد. در دسامبر هم شاینی شروع به اجرای آهنگ جدیدی از مینی آلبوم یعنی Jo Jo در موزیک شوها کرد.
SM Entertainment شروع به انتشار تیزر عکس‌ها برای دومین فول آلبوم در ۱۸ ژوئیه ۲۰۱۰ کرد. اولین تیزر عکس از مینهو شروع شد و با کی در ۱۲ ژوئیه ۲۰۱۰ پایان یافت. تیزر موزیک ویدئو هم در ۱۴ ژوئیه ۲۰۱۰ روی صفحه اصلی یوتیوب SM رفت. شاینی باز هم اولین کامبک استیجش را قرار بود در برنامه KBS Music Bank داشت. شاینی برنامه‌های خود را برای آلبوم جدید را در ۱۶ ژوئیه شروع کرد این در حالی بود که مچ پای مینهو در برنامه دریم تیم در ۸ ژوئیه آسیب دید و کامبک به تأخیر افتاد. هرچند که شاینی در ۲۳ ژوئیه کامبک داد.
و بالاخره دومین فول آلبوم شاینی یعنی Lucifer در ۱۹ ژوئیه ۲۰۱۰ منتشر شد. موزیک ویدئو این آلبوم هم که Lucifer نام داشت در همان روز منتشر شد. هنوز چند ساعت هم از منتشر آلبوم نگذشته بود که شاینی در فروش آلبوم چه به صورت فیزیکی و چه به صورت دیجیتال رتبه خوبی در چارت‌های کره کسب کرد؛ و این موفقیت هم بخاطر این بود که آهنگ‌های آلبوم با دقت زیادی انتخاب شده بودند و این آلبوم به انواع مخاطبان توجه کرده بود و همین‌طور آهنگ‌های آلبوم صدای اعضا را به خوبی به رخ می‌کشیدند. گروه در ۲۳ ژوئیه ۲۰۱۰ در KBS Music Bank کامبک استیج داشت. نسخهٔ رقص این آهنگ هم در ۳ اوت ۲۰۱۰ روی صفحه اصلی یوتیوب SM رفت، شاینی نسخه گردآوری‌شده این آلبوم را در ۱ اکتبر ۲۰۱۰ به نام Hello منتشر کرد. موزیک ویدئو این آلبوم گردآوری‌شده نیز که Hello نام داشت در ۴ اکتبر ۲۰۱۰ منتشر شد؛ و این ریپکیج هم سه ترک جدید داشت.
در همین اواخر بود که ۱۰امین تور جهانی SMTown شروع شد و شاینی هم اکثر آهنگ‌های این ریپکیج را اجرا کرد. اولین اجرای شاینی هم در ۲۱ اگوست ۲۰۱۰ در سالن Seoul Olympic Stadium بود. در ۴ سپتامبر ۲۰۱۰ هم در Staples Center لس آنجلس اجرا داشتند. سومین اجرا هم در ۱۱ سپتامبر ۲۰۱۰ در سالن Hongkou Stadium شانگهای بود.
در ۲۶ دسامبر ۲۰۱۰ شاینی اولین تور کنسرت اختصاصی اش را که Shinee World نام داشت در Yoyogi National Gymnasium توکیو برگزار کرد که حدود ۲۴۰۰۰ فن به این کنسرت آمده بودند. شاینی اولین آلبوم استودیویی خود را در همان موقع که ضبط این آلبوم توسط Hikaru Utada تنظیم شده بود، منتشر کرد.

### ۲۰۱۷: مرگ جونگ‌هیون
در ۱۸ دسامبر ۲۰۱۷، جونگ‌هیون درگذشت و علت مرگ وی خودکشی اعلام شد.

## ترانه‌شناسی
| آلبوم‌های کره‌ای - دنیای شاینی (۲۰۰۸) - لوسیفر (۲۰۱۰) - باورهای غلط ما (۲۰۱۳) - عجیب (۲۰۱۵) - ۱ از ۱ (۲۰۱۶) - داستان روشنایی (۲۰۱۸) - به من زنگ نزن (۲۰۲۱) | آلبوم‌های ژاپنی - نخستین (۲۰۱۱) - پسران ملاقاتت می‌کنند (۲۰۱۳) - من دوست‌پسر تو هستم (۲۰۱۴) - دی×دی×دی (۲۰۱۶) - پنج (۲۰۱۷) |